# ألويس الأول
ألويس الأول هو سياسي ليختنشتاني، ولد في 14 مايو 1759 في فيينا في النمسا، وتوفي بنفس المكان في 24 مارس 1805.